# Jean Étienne Vachier Championnet
Jean-Étienne Vachier Championnet, también conocido como Championnet (Valence, 13 de abril de 1762 - Antibes, 9 de enero de 1800), dirigió una división republicana francesa en muchas batallas importantes durante las guerras revolucionarias francesas. Se convirtió en comandante en jefe del Ejército de Roma en 1798 y del Ejército de Italia en 1799. Murió a principios de 1800 de tifus. Su nombre es uno de los inscritos bajo el Arco de Triunfo, en la columna III.

## Primeros años
Championnet se unió al ejército a temprana edad y participó del Sitio de Gibraltar de 1779.
Cuando la Revolución estalló, tomó parte en los movimientos y fue elegido por un batallón como comandante. En mayo de 1793, fue acusado de represión de disturbios sociales en Jura, los cuales logró repeler sin derramamiento de sangre. Bajo órdenes de Pichegru fue parte de la Campaña al Rhin de 1793 como comandante de Brigada, y por sus actuaciones en Weissenburg y en el Palatino ganó los elogios del general Lazare Hoche.